# Metazygia isabelae
Metazygia isabelae är en spindelart som beskrevs av Levi 1995. Metazygia isabelae ingår i släktet Metazygia och familjen hjulspindlar. Inga underarter finns listade i Catalogue of Life.